# Sermoyer
Sermoyer település Franciaországban, Ain megyében. Lakosainak száma 659 fő (2022. január 1.). Sermoyer Arbigny, Vescours, Farges-lès-Mâcon, Ratenelle, Romenay, La Truchère és Le Villars községekkel határos.

## Népesség
A település népessége az elmúlt években az alábbi módon változott:
| Lakosok száma | 526  | 515  | 522  | 637  | 675  | 694  | 668  | 652  | 650  | 659  |
|               | 1968 | 1982 | 1990 | 2006 | 2013 | 2015 | 2017 | 2019 | 2020 | 2022 |